# ایوا سیگلار
ایوا سیگلار (کرواتی: Iva Ciglar؛ زادهٔ ۱۲ دسامبر ۱۹۸۵) بازیکن بسکتبال زن اهل کرواسی است.
از باشگاه‌هایی که در آن بازی کرده‌است می‌توان به دانشگاه بین‌المللی فلوریدا اشاره کرد.
وی در مسابقات کشوری و بین‌المللی در مجموع برندهٔ ۱ مدال برنز شده‌است.